# 정미조
정미조(鄭美朝, 1949년 5월 2일 ~ )는 대한민국의 가수, 서양화가, 대학교수이다.

## 생애
경기도 김포에서 태어났다. 김포초등학교, 김포여자중학교, 배화여자고등학교를 거쳐 1972년 이화여대 서양화과를 졸업했다. 1972년 김소월 작시, 이희목 작곡의 노래 '개여울'로 데뷔했다. '휘파람을 부세요', '불꽃', '아 사랑아' 등 히트곡을 남겼다. 가수 은퇴 후 1979년 프랑스로 건너가 국립장식 미술 학교에서 석사 학위를 받았고, 1993년 파리 제7대학교에서 박사 학위를 받았다. 1993년부터 수원대학교 조형예술학부 회화과 서양화 교수로 재직했다. 2000년 파리 제4대학교에서 한국 미술에 대해 특강했다.

## 작품

### 노래

#### 앨범[1]
- 2005.05.02 Best Of Jeong Mijo 1972~1979
- 2006.05.01 The Musician Series G
- 2016.02.24 37년
- 2017.11.17 젊은 날의 영혼

### 미술

#### 개인전[2]
- 1985 파리 한국문화원(파리)
- 1986 서울갤러리(서울)
- 1993 갤러리 이콘(서울)
- 1994년, 1997년 모닝캄 갤러리(뉴욕)
- 1995년, 1996년, 1997년 갤러리 시몬(서울)
- 1996 갤러리 현대(부산)/갤러리 KBS(부산)
- 1998 갤러리 시몬-화랑미술제-예술의 전당(서울)
- 1999 제1회 한국예술제<부스 3번> - 서울시립미술관 (서울)
- 2000 SEAF2000 (1층1실) - 예술의 전당(서울)

#### 단체전[3]
- 1981 불란서 체류 한국 화가전 - 파리 한국 문화원(파리)
- 1982 르 살롱<가작상 수여> - 그랑 팔레(파리)
- 1982, 1988, 1992, 1995 데상과 수채화 살롱전 - 그랑 팔레(파리)
- 1982 제16회 몽테 카를로 국제 그랑프리 현대 미술전 <가작상 수여>(모나코)
- 1983 르 살롱<"Elle" 잡지가 주는 1등상 수상> - 그랑 팔레(파리)
- 1983 앵데팡당전에서 "오리종 주네스"에 초대 전시 - 그랑 팔레(파리)
- 1984 제100회 미술, 조각, 판화, 장식의 여성협회전 - 룩상브르 미술관(파리)
- 1986 제30회 서양화전 (이화여대 창립 100주년 기념) - 국립 현대 미술관(서울)
- 1987, 1989, 1991 파리비엔날레 - 그랑 팔레(파리)
- 1990 예술과 문화의 유럽 그랑프리전 (니스)/제41회 국제 그랑프리 미술전(도비유)
- 1991, 92, 95, 96 코타쥐르의 국제 그랑프리 미술전
- 1995 이프레의 제3회 비엔날레 - 생 니콜라 미술관(벨기에)
- 1996 ~ 1998 제 30-32회 한국 미술협회전 - 예술의 전당(서울)
- 1997 한.멕시코전 - Mexico City Art Museum (멕시코)/
- 1998 중국 하얼빈전 - 하얼빈 시립 미술관 (하얼빈)
- 1999 제1회 칸느 아쥐르의 국제 그랑프리전 : 문화와 예술세계 < 은상>- 마리팀므 역(칸느 아쥐르)
- 1999 국제전 : 문화와 예술세계 "M.C.A"<은상> - (마르세이유)
- 1999 아! 대한민국 - 다시 일어서는 한국인 - 갤러리 상(서울)
- 2000 칸느 아쥐르의 국제 그랑프리전 : 문화와 예술세계 <은상>- 마리팀므역 (칸느 아쥐르)
- 2000 미와 여성(La beaute et la femme) - 백상기념관 (서울)
- 2000 탈북 난민 보호 운동 기금을 위한 미술작품전 - 동아갤러리(서울)

## 기타
- 서양화에서 붓 시리즈, 파리의 야경, 기호.형상.상징 시리즈, 판화, 빛의 변주곡, 설치, 비디오 아트 등 다양한 장르의 작품 활동을 했다.[4]
- 1973년에 Without You의 한국어 번안곡인 <그대 없이는>을 발표했다.

## 방송
- MBC 《배철수 잼》 (2020년)